# 부에노스아이레스 지하철 A선
숩테 A선(Subte Line A)은 부에노스아이레스에서 가장 오래된 지하철이다. 이 역사적인 지하철 라인은 마요 광장에서 산 페드리토까지 운행하고 있다
1913년 12월 1일에 7.13km로 개통을 시작한 이 지하철은 남미와 남반구에서 가장 오래된 지하철로 세계에서 가장 오래되었지만 지금도 운행 중인 역사적인 라인이다. 부에노스 아이레스 시의 상징으로 아직도 운행을 처음 개시했던 것과 동일한 차량 디자인으로 운행하고 있다. 초기의 차량은 1913년 벨기에의 라 브루조아즈에 의해 제작되었다.

## 지하철 역
- 마요 광장 역(Plaza de Mayo)
- 페루 역(Perú): Line E Line D 환승
- 피에드라스 역(Piedras)
- 리마 역(Lima) : Line C 환승
- 사엔즈 페냐 역(Sáenz Peña)
- 아르헨티나 국회 역 (Congreso)
- 파스코 역(Pasco)
- 알베르티 (Alberti)
- 미세레레 광장 역 (Plaza Miserere)
- 로리아 역(Loria)
- 카스트로 바로스 역(Castro Barros)
- 리오 데 자네이로 역(Rio de Janeiro)
- 아코떼 역(Acoyte)
- 프리메라 윤타 (Primera Junta)
- 푸안 역 (Puán)
- 카라보보 역 (Carabobo)

## 갤러리

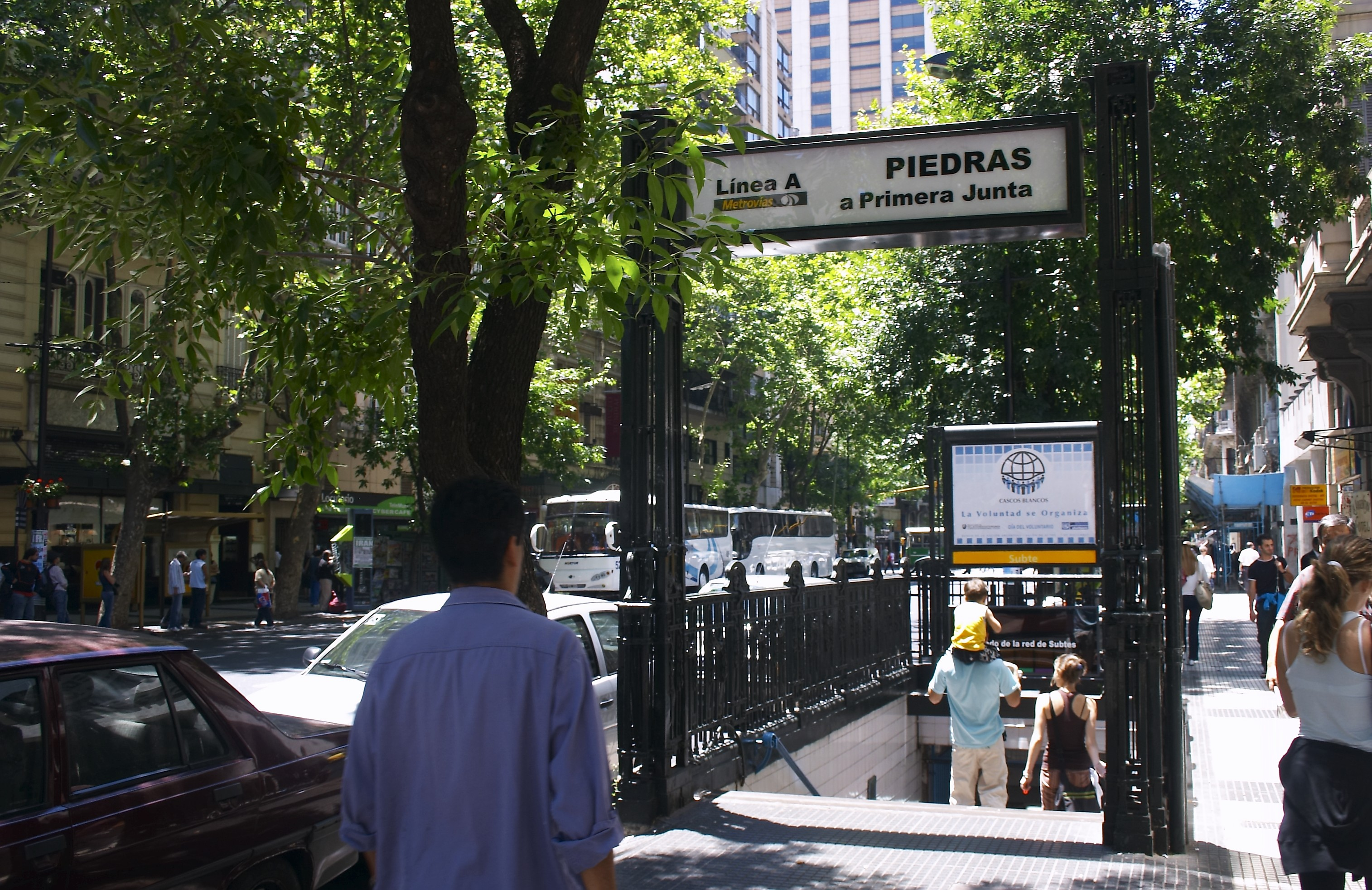
Piedras 입구
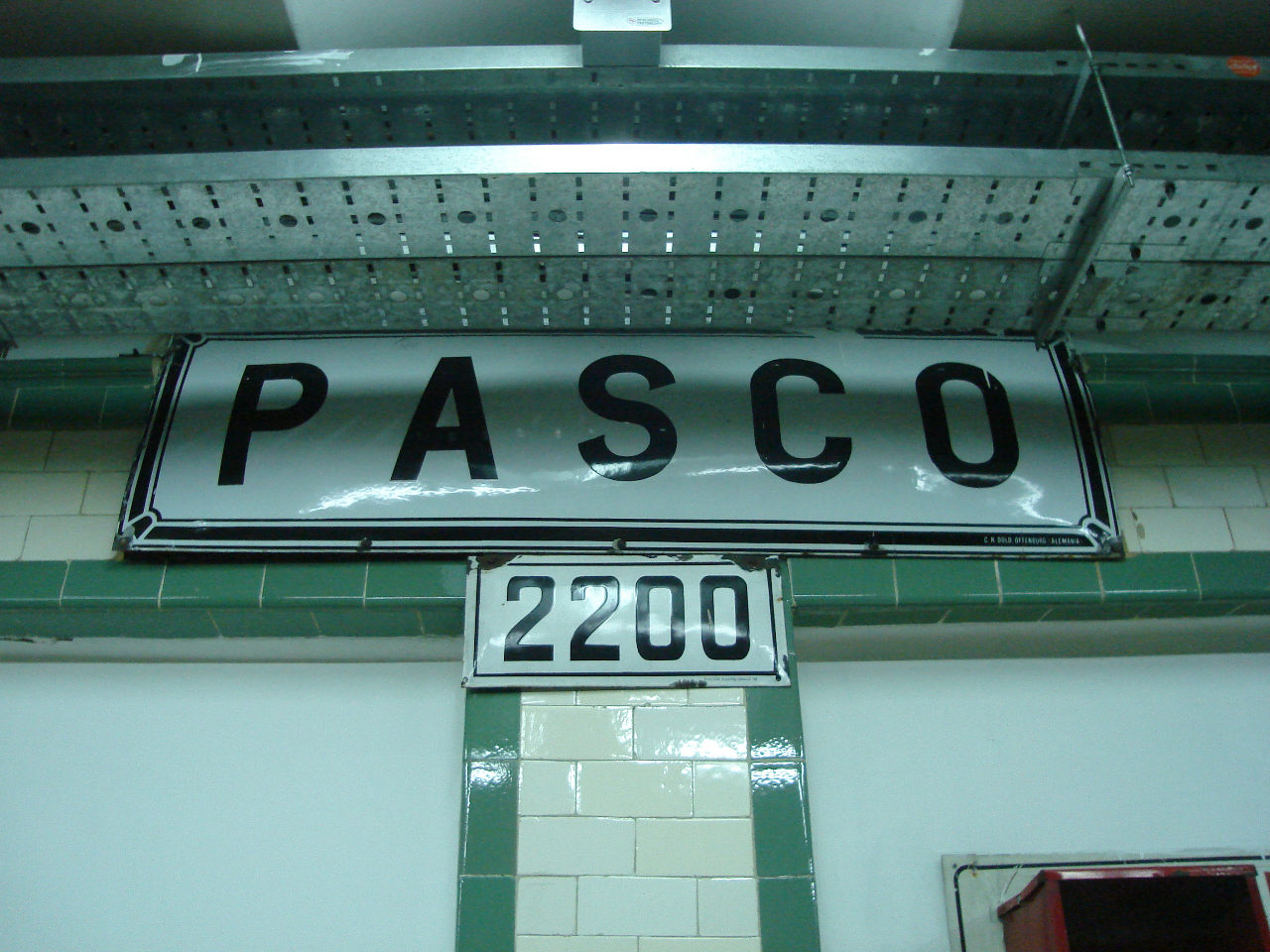
Original signage
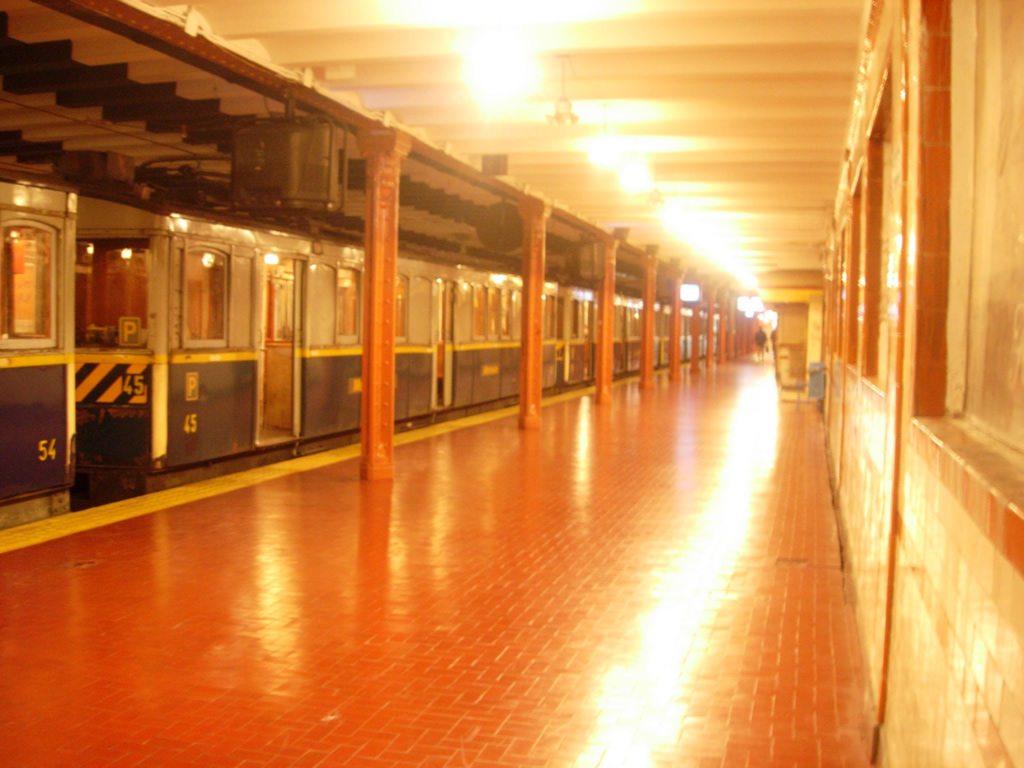
Vintage Perú 역

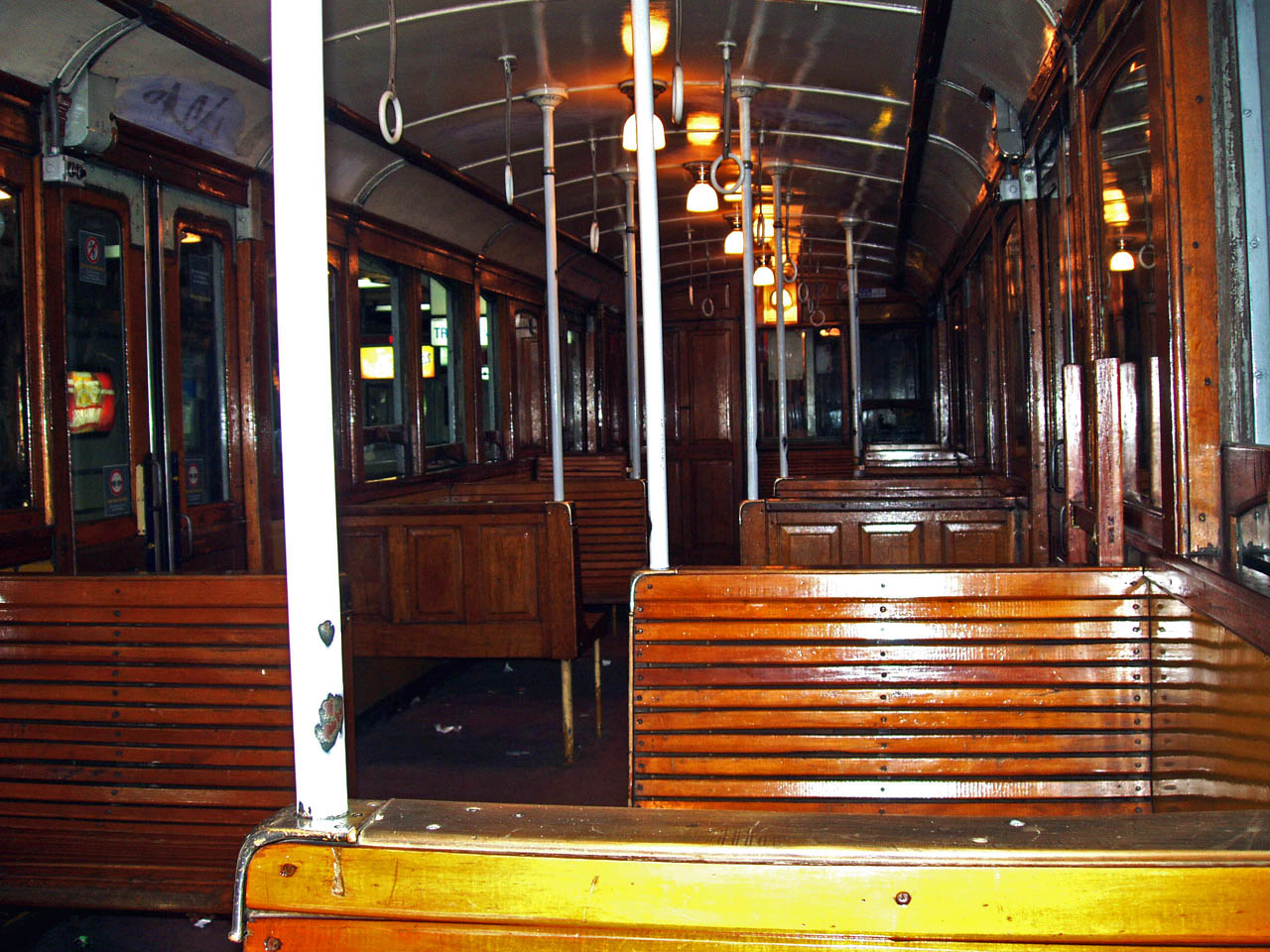
목조 인테리어 차량
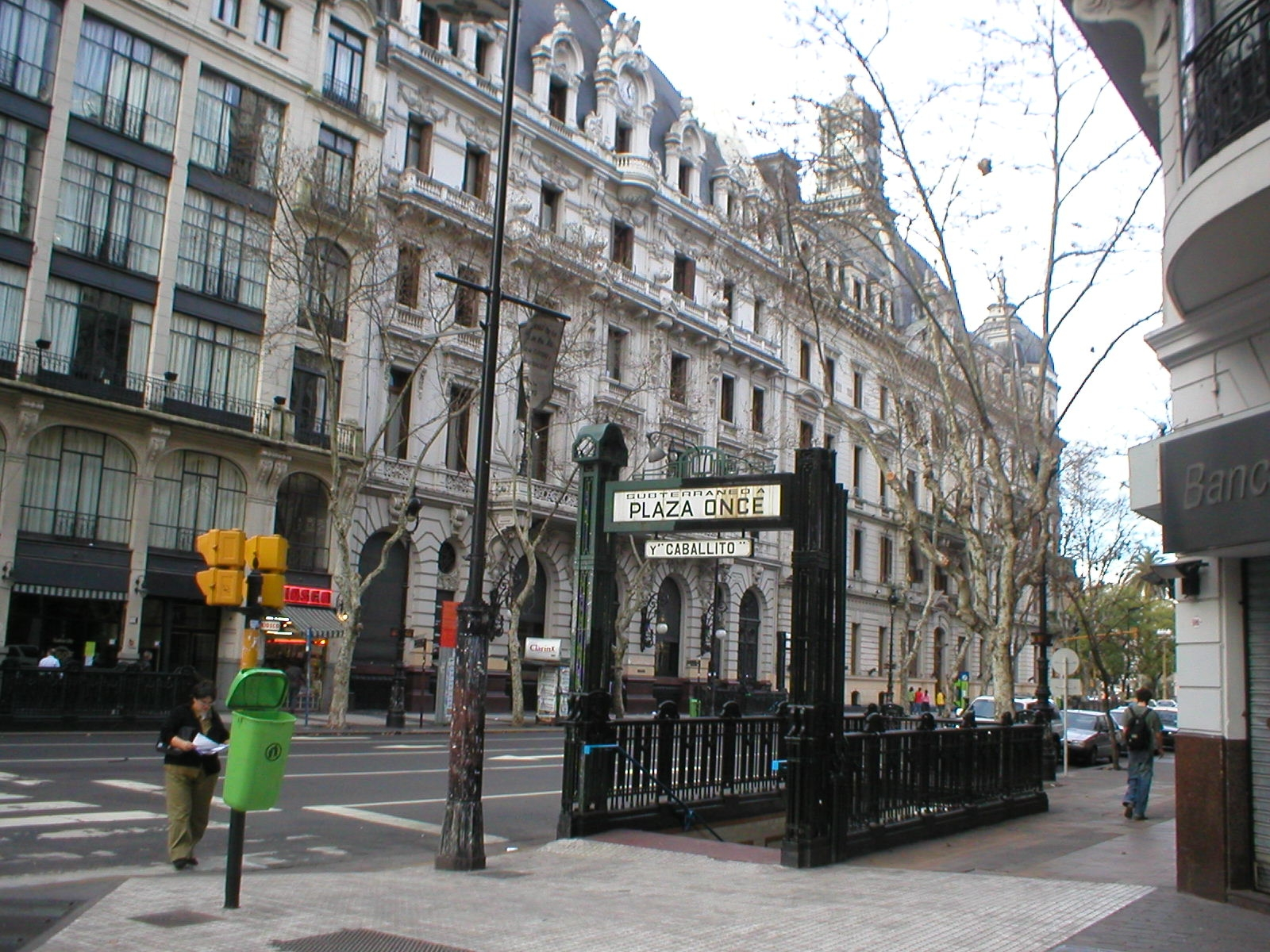
Avenida de Mayo 입구
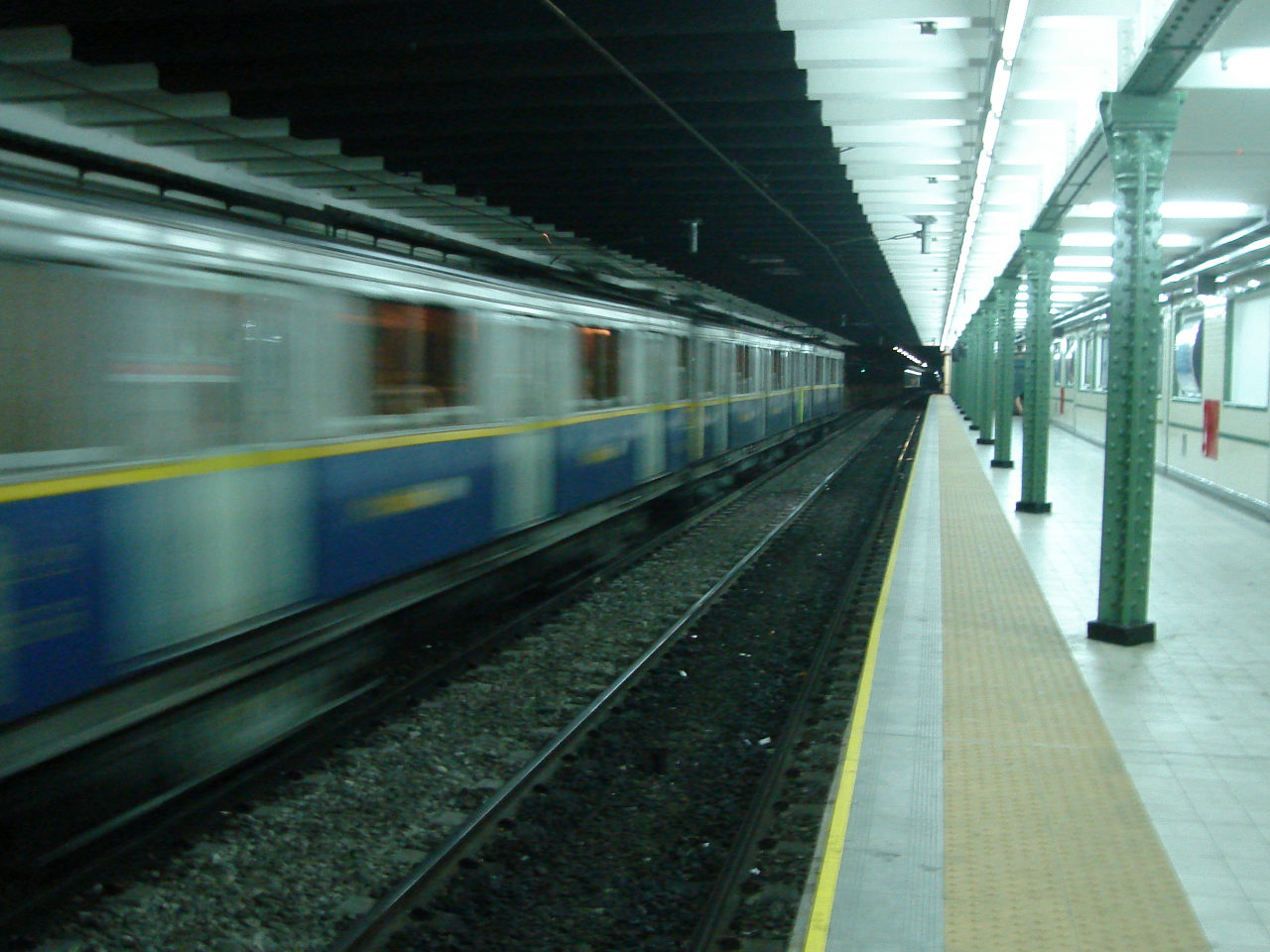
Vintage Pasco 역